# 圣巴托洛 (贝拉瓜斯省)
圣巴托洛是巴拿马贝拉瓜斯省拉梅萨区的一个城市，2010年是人口为2,440。 该市2000年时人口为2,411，1990年时人口为2,351。